# Александрія Тауншип (Нью-Джерсі)
Александрія Тауншип (англ. Alexandria Township) — селище (англ. township) в США, в окрузі Гантердон штату Нью-Джерсі. Населення — 4809 осіб (2020).

## Демографія
Згідно з переписом 2010 року, у селищі мешкало 4938 осіб у 1758 домогосподарствах у складі 1383 родин. Було 1865 помешкань
Расовий склад населення:
| - 94,8 % — білих - 2,0 % — чорних або афроамериканців - 1,8 % — азіатів |

До двох чи більше рас належало 0,7 %. Частка іспаномовних становила 3,2 % від усіх жителів.
За віковим діапазоном населення розподілялося таким чином: 25,5 % — особи молодші 18 років, 61,9 % — особи у віці 18—64 років, 12,6 % — особи у віці 65 років та старші. Медіана віку мешканця становила 45,5 року. На 100 осіб жіночої статі у селищі припадало 99,7 чоловіків;  на 100 жінок у віці від 18 років та старших — 95,9 чоловіків також старших 18 років.
Середній дохід на одне домашнє господарство  становив 161 306 доларів США (медіана — 130 262), а середній дохід на одну сім'ю — 160 874 долари (медіана — 130 948). Медіана доходів становила 97 188 доларів для чоловіків та 53 750 доларів для жінок. За межею бідності перебувало 1,6 % осіб, у тому числі 1,2 % дітей у віці до 18 років та 2,8 % осіб у віці 65 років та старших.
Цивільне працевлаштоване населення становило 2644 особи. Основні галузі зайнятості: освіта, охорона здоров'я та соціальна допомога — 22,6 %, роздрібна торгівля — 10,9 %, науковці, спеціалісти, менеджери — 10,7 %.